# Frederik Van Lierde
Frederik Van Lierde (* 25. Mai 1979) ist ein ehemaliger belgischer Triathlet. Er ist Europameister auf der Triathlon-Langdistanz (2007), mehrfacher Ironman-Sieger und gewann 2013 den Ironman Hawaii.

## Werdegang
Frederik Van Lierde betreibt Triathlon seit 1997.
1998 startete er erstmals bei der Junioren-Europameisterschaft, wo er den 34. und im Folgejahr 1999 den 16. Rang belegte.

### Europameister Triathlon Langdistanz 2007
2007 wurde er in Belgien Europameister auf der Triathlon-Langdistanz.
In Nizza hatte er im Juni 2011 sein erstes Ironman-Rennen (3,86 km Schwimmen, 180,2 km Radfahren und 42,195 km Laufen) gewonnen und er konnte diesen Erfolg 2012 und 2013 nochmals wiederholen.
Beim Ironman Hawaii erreichte er 2012 den dritten Rang.

### Sieger Ironman World Championships 2013
Im Oktober 2013 gewann er als zweiter Belgier den Ironman Hawaii. Frederik Van Lierde wird trainiert von seinem Landsmann Luc Van Lierde, der 1996 und 1999 auf Hawaii gewann. Die beiden sind nicht verwandt. 
Im Juli 2014 wurde Frederik Van Lierde hinter Sebastian Kienle Zweiter beim Ironman Germany in Frankfurt am Main und beim Ironman Hawaii belegte er im Oktober den achten Rang.
Im März 2015 holte er sich in Südafrika seinen fünften Sieg bei einem Ironman-Rennen. Beim Ironman Germany im Juli 2015 wurde er Fünfter.
Im Juli 2017 konnte Frederik Van Lierde zum vierten Mal den Ironman France in Nizza gewinnen. 2018 gewann er auf der Langdistanz in Frankreich den Triathlon EDF Alpe d’Huez.
Im September 2020 erklärte der damals 41-Jährige seine aktive Karriere als beendet.

## Auszeichnungen
- Sportler des Jahres (Belgien) 2013

## Sportliche Erfolge
| Datum/Jahr    | Rang | Wettbewerb                                     | Austragungsort      | Zeit     | Bemerkung |
| ------------- | ---- | ---------------------------------------------- | ------------------- | -------- | --- |
| 6. Sep. 2020  | 9    | Ironman 70.3 Les Sables d’Olonne               | Les Sables-d’Olonne |          | |
| 16. Juni 2019 | 1    | Ironman 70.3 Les Sables d’Olonne               | Les Sables-d’Olonne |          | Sieger der Erstaustragung                                                                                               |
| 26. Aug. 2017 | 1    | Ironman 70.3 Vichy                             | Vichy               | 03:46:02 | |
| 10. Juli 2016 | 2    | Ironman 70.3 Jönköping                         | Jönköping           | 03:52:40 | Zweiter bei der Erstaustragung                                                                                          |
| 18. Juni 2016 | 6    | Ironman 70.3 Luxemburg                         | Remich              | 03:52:35 | Das Rennen musste witterungsbedingt als Duathlon ausgetragen werden (5 km Laufen, 90,1 km Radfahren und 21,1 km Laufen) |
| 23. Apr. 2016 | DNF  | Challenge Fuerteventura                        | Fuerteventura       | –        | auf der Halbdistanz – Rennabbruch nach Verletzung in der Raddistanz                                                     |
| 27. Juli 2014 | 2    | 5150 Marseille                                 | Marseille           | 01:56:38 | Zweiter hinter dem Franzosen Antony Costes                                                                              |
| 17. Apr. 2011 | 12   | Ironman 70.3 New Orleans                       | New Orleans         | 03:28:30 | Witterungsbedingt wurde das Rennen auf verkürztem Kurs – ohne die Schwimmdistanz – ausgetragen                          |
| 10. Apr. 2011 | 5    | Ironman 70.3 Texas                             | Galveston Island    | 03:50:54 | |
| 23. Jan. 2011 | 1    | Ironman 70.3 South Africa                      | Buffalo City        | 04:06:30 | [ 6 ] |
| 25. Juli 2010 | 4    | Antwerp Ironman 70.3                           | Antwerpen           | 03:51:29 | |
| 13. Jan. 2008 | 2    | Ironman 70.3 South Africa                      | Buffalo City        | 04:04:25 | 1,9 km Schwimmen, 90 km Radfahren und 21,1 km Laufen                                                                    |
| 3. Juli 1999  | 16   | ETU Triathlon European Championship Junior Men | Funchal             | 01:02:55 | |
| 4. Juli 1998  | 34   | ETU Triathlon European Championship Junior Men | Velden              | 02:01:08 | Junioren-Europameisterschaft                                                                                            |

| Datum/Jahr    | Rang | Wettbewerb                                         | Austragungsort    | Zeit     | Bemerkung                                                                           |
| ------------- | ---- | -------------------------------------------------- | ----------------- | -------- | ----------------------------------------------------------------------------------- |
| 6. Okt. 2019  | 2    | Ironman Barcelona                                  | Calella           | 07:53:25 |                                                                                     |
| 30. Juni 2019 | 3    | Ironman France                                     | Nizza             | 07:27:09 | Radfahren verkürzt wegen der hohen Temperaturen auf 152 km und das Laufen auf 30 km |
| 25. Mai 2019  | 1    | Ironman Lanzarote                                  | Puerto del Carmen | 08:51:16 |                                                                                     |
| 2018          | 1    | Triathlon EDF Alpe d’Huez                          | Alpe d’Huez       | 05:59:22 | Sieger auf der Langdistanz                                                          |
| 24. Juni 2018 | 1    | Ironman France                                     | Nizza             | 08:25:22 | fünfter Sieg in Nizza                                                               |
| 28. Apr. 2018 | 9    | Ironman Texas                                      | The Woodlands     | 07:53:43 | mit neuer persönlicher Bestzeit – verkürzter Radkurs                                |
| 23. Juli 2017 | 1    | Ironman France                                     | Nizza             | 08:31:31 |                                                                                     |
| 2. Apr. 2017  | 7    | Ironman South Africa                               | Port Elizabeth    | 08:19:09 |                                                                                     |
| 27. Nov. 2016 | 1    | Ironman Mexico                                     | Cozumel           | 08:03:09 |                                                                                     |
| 8. Okt. 2016  | 10   | Ironman Hawaii                                     | Hawaii            | 08:21:59 | Ironman World Championship                                                          |
| 5. Juni 2016  | 4    | Ironman France                                     | Nizza             | 08:35:36 |                                                                                     |
| 10. Okt. 2015 | 31   | Ironman Hawaii                                     | Hawaii            | 09:03:25 |                                                                                     |
| 5. Juli 2015  | 5    | Ironman Germany                                    | Frankfurt am Main | 08:07:09 | Ironman-Europameisterschaft                                                         |
| 29. März 2015 | 1    | Ironman South Africa                               | Port Elizabeth    | 08:16:35 |                                                                                     |
| 11. Okt. 2014 | 8    | Ironman Hawaii                                     | Hawaii            | 08:24:11 | Ironman World Championship                                                          |
| 6. Juli 2014  | 2    | Ironman Germany                                    | Frankfurt         | 08:00:25 | Vize-Europameister – mit persönlicher Ironman-Bestzeit                              |
| 12. Okt. 2013 | 1    | Ironman Hawaii                                     | Hawaii            | 08:12:29 | Sieger Ironman World Championships                                                  |
| 23. Juni 2013 | 1    | Ironman France                                     | Nizza             | 08:08:59 | dritter Sieg in Folge in Nizza – mit neuem Streckenrekord                           |
| 2. März 2013  | 1    | Abu Dhabi International Triathlon                  | Abu Dhabi         | 06:41:02 | zweiter Sieg nach 2011                                                              |
| 13. Okt. 2012 | 3    | Ironman Hawaii                                     | Hawaii            | 08:24:09 |                                                                                     |
| 24. Juni 2012 | 1    | Ironman France                                     | Nizza             | 08:21:51 | Sieg und Titelverteidigung in Nizza – mit neuem Streckenrekord                      |
| 25. März 2012 | 3    | Ironman Melbourne                                  | Melbourne         | 08:01:26 | Dritter bei der Erstaustragung                                                      |
| 3. März 2012  | 5    | Abu Dhabi International Triathlon                  | Abu Dhabi         |          |                                                                                     |
| 26. Juni 2011 | 1    | Ironman France                                     | Nizza             | 08:28:30 | [ 12 ]                                                                              |
| 12. März 2011 | 1    | Abu Dhabi International Triathlon                  | Abu Dhabi         | 06:43:14 | [ 13 ]                                                                              |
| 9. Okt. 2010  | 14   | Ironman Hawaii                                     | Hawaii            | 08:31:43 |                                                                                     |
| 27. Juni 2010 | 2    | Ironman France                                     | Nizza             | 08:30:39 | Zweiter hinter dem Spanier Marcel Zamora Pérez                                      |
| 13. März 2010 | 5    | Abu Dhabi International Triathlon                  | Abu Dhabi         | 06:36:31 | 3 km Schwimmen, 200 km Radfahren und 20 km Laufen                                   |
| 24. Mai 2009  | 5    | Ironman Austria                                    | Klagenfurt        | 08:26:58 |                                                                                     |
| 1. März 2008  | 2    | Ironman New Zealand                                | Taupō             | 08:31:35 | Zweiter hinter dem Neuseeländer Cameron Brown                                       |
| 24. Juni 2007 | 1    | ETU Long Distance Triathlon European Championships | Brasschaat        | 03:41:49 | Europameister auf der Langdistanz                                                   |

(DNF – Did Not Finish)